# Maia Hansson Bergqvist
Maia Linnéa Hansson Bergqvist, född 16 juni 1987, är en svensk skådespelare.

## Biografi
Maia Hansson Bergqvist är dotter till skådespelaren och regissören Rikard Bergqvist och skådespelaren Catherine Hansson.
Hon studerade vid Teaterhögskolan i Stockholm 2007–2010. Därefter har hon varit engagerad på bland annat Borås stadsteater, Scenkonst Sörmland och Örebro länsteater där hon spelade Constanze i Amadeus. Därutöver har hon medverkat i Värmlänningarna på Unga Tur och Skattjakten på Orionteatern. Våren 2013 spelade hon Nora i Ett dockhem på Moment:teater. Sedan 2013 är hon verksam på Dramaten. På Dramaten har hon bland annat spelat Nadja i pjäsen Pussy Riot. Pjäsen är baserad på gruppen Pussy Riots aktiviteter.
Vid sidan av teatern är Hansson Bergqvist verksam som film- och TV-skådespelare. Hon debuterade 2002 i kortfilmen Gåvan. År 2008 medverkade hon i kortfilmen Knullstraffet och 2010 i Wallander – Vålnaden. År 2011 spelade hon i TV-serien Arne Dahl: Misterioso och filmen The Girl with the Dragon Tattoo. År 2012 medverkade hon i kortfilmen Tack för senast och TV-serien Äkta människor. År 2013 spelade hon i TV-filmen Kung Liljekonvalje av dungen.

## Filmografi
- 2002 – Gåvan
- 2008 – Knullstraffet
- 2010 – Wallander – Vålnaden
- 2011 – Arne Dahl: Misterioso (TV-serie)
- 2011 – The Girl with the Dragon Tattoo
- 2012 – Tack för senast
- 2012 – Äkta människor (TV-serie)
- 2013 – Kung Liljekonvalje av dungen
- 2016–2017 – Syrror (TV-serie)
- 2018 – Sthlm Rekviem (TV-serie)
- 2018 – Lyckligare kan ingen vara
- 2020 – Helt perfekt (TV-serie)
- 2020 – Deppa inte (kortfilm)
- 2020 – Sommaren  med släkten (TV-serie)
- 2021 – Alla utom vi (TV-serie)
- 2021 – Max Anger – With One Eye Open (TV-serie)
- 2021 – Agatha Christies Hjerson (TV-serie)
- 2021 – Ligga (TV-serie)
- 2022 – Handen på hjärtat (TV-serie)
- 2022 – Meningen med livet (TV-serie)
- 2023 – Thunder in My Heart (TV-serie)

## Teater

### Roller (ej komplett)
| År   | Roll                                                                                       | Produktion                                                                        | Regi                    | Teater                       |
| ---- | ------------------------------------------------------------------------------------------ | --------------------------------------------------------------------------------- | ----------------------- | ---------------------------- |
| 2008 | Medverkande                                                                                | Hedwig and the angry inch John Cameron Mitchell och Stephen Trask                 | Farnaz Arbabi           | Stockholms stadsteater       |
| 2009 |                                                                                            | Swedish History X August Strindberg                                               | Pontus Stenshäll        | Teaterhögskolan i Stockholm  |
| 2011 | Constanze Weber                                                                            | Amadeus Peter Schaffer                                                            | Alexander Öberg         | Örebro länsteater            |
| 2013 |                                                                                            | Vredens druvor (Grapes of Wrath) John Steinbeck                                   | Alexander Öberg         | Örebro länsteater            |
| 2013 | Edith Grip Vårdare                                                                         | Necronomicon H.P. Lovecraft                                                       | Rikard Lekander         | Dramaten                     |
| 2014 | Ulrika Eleonora Maximilian Emanuel av Württemberg-Winnental Diplomat Stanislaw Poniatowski | Carolus Rex Nils Poletti                                                          | Nils Poletti            | Dramaten i Riddarholmskyrkan |
| 2014 | Greta                                                                                      | Hans och Greta Martina Montelius                                                  | Sally Palmquist Procopé | Dramaten                     |
| 2015 | Alice                                                                                      | Götgatan Kristian Hallberg och Jens Ohlin                                         | Jens Ohlin              | Dramaten                     |
| 2015 | Maia                                                                                       | Kärleken kommer att skilja oss åt Joy Division                                    | Sally Palmquist Procopé | Dramaten                     |
| 2016 | Nadja                                                                                      | Pussy Riot Irena Kraus                                                            | Malin Stenberg          | Dramaten                     |
| 2017 | Mamman Strutsen Lill Jägare Soldad                                                         | Det blåser på månen (The Wind on the Moon) Eric Linklater                         | Ellen Lamm              | Dramaten                     |
| 2018 | Thea                                                                                       | Riten Ingmar Bergman                                                              | Emil Graffman           | Dramaten                     |
| 2019 | Lucette                                                                                    | Förlovningen (Un fil à la patte) Georges Feydeau                                  | Ellen Lamm              | Dramaten                     |
| 2019 | Hovfolk                                                                                    | Fedra/Hippolytos Tora von Platen                                                  | Tatu Hämäläinen         | Dramaten                     |
| 2020 |                                                                                            | Furstinnan av Amalfi (The Duchess of Malfi) John Webster                          | Suzanne Osten           | Dramaten                     |
| 2021 | Medverkande                                                                                | Världen runt Rut Petter Lennstrand                                                | Petter Lennstrand       | Dramaten                     |
| 2021 |                                                                                            | Ambulans Paula Stenström Öhman                                                    | Paula Stenström Öhman   | Dramaten                     |
| 2022 | Lady Macbeth                                                                               | (Macbeth) Hannes Meidal och Jens Ohlin                                            | Jens Ohlin              | Dramaten                     |
| 2022 | En syster En annan syster                                                                  | Tid för glädje (Tid for glede) Arne Lygre                                         | Stéphane Braunschweig   | Dramaten                     |
| 2024 | Medverkande                                                                                | Liv och död Strömquist Ada Berger och Liv Strömquist                              | Ada Berger              | Dramaten                     |
| 2024 | Pauline                                                                                    | Tomten är far till alla barnen Monica Rolfner, Rikard Bergqvist och Mathias Venge | Rikard Bergqvist        | Cirkus, Stockholm            |
| 2025 | Gilbert (gris)                                                                             | Jefferson Jean-Claude Mourlevat                                                   | Olle Törnqvist          | Dramaten                     |